# El estallido: 1810
El estallido: 1810 es el tercer capítulo de la serie mexicana Gritos de muerte y libertad, estrenado el 1 de septiembre de 2010 por el Canal de las estrellas de Televisa.

## Sinopsis
Es la noche del 15 de septiembre de 1810. Las autoridades virreinales han descubierto la conspiración en Querétaro y han comenzado a arrestar a todos los implicados. A pesar de haber sido encerrada por su marido, Josefa Ortíz de Domínguez consigue dar aviso al alcalde Ignacio Pérez de lo sucedido y le urge llevar la noticia a Ignacio Allende lo más pronto posible. Pérez consigue llegar esa misma noche a San Miguel el Grande, y dar aviso a Juan Aldama. Mientras tanto, Allende logra interceptar un correo dirigido al delegado de San Miguel en el que se pedía su arresto, así como al de Aldama y el párroco de Dolores, Miguel Hidalgo y Costilla.
Tras interceptar dicho correo, Allende acude a casa del cura Hidalgo para hacerle saber lo sucedido y externarle sus preocupaciones acerca de la orden de aprehensión en su contra. Hidalgo lo calma y decide visitar al subdelegado Nicolás Fernández para investigar si sabe algo al respecto. Tras permanecer un rato en casa del subdelegado, jugando cartas, Hidalgo finge tener problemas económicos y pide prestados 200 pesos al funcionario virreinal, tan sólo para saber en dónde se encontraba el cofre lleno de dinero. Después de corroborar que nadie de los presentes sabe absolutamente nada sobre lo sucedido en Querétaro, Hidalgo se retira tranquilo.
La madrugada del 16 de septiembre, el alcalde Pérez y el capitán Aldama llegan a casa de Hidalgo para informarle que la conspiración ha sido descubierta. Mientras que en la ciudad de México, el propio virrey Francisco Venegas también recibe noticias de la conspiración y de los arrestos hasta ahora realizados. En Dolores, Allende, Hidalgo, Aldama y Pérez debaten entre iniciar el levantamiento o escapar. Tras reconocer que la situación se encontraba muy comprometida, Hidalgo decide adelantar la insurrección. Acto seguido, ordena a su hermano, Mariano, a mandar por todos los campesinos y jornaleros que pudieran encontrar y convocarles en el atrio de la parroquia. Aunque Allende y Aldama saben lo arriesgado del plan del párroco, ambos reconocen que le necesitan a él y a todos los hombres y mujeres que es capaz de convocar.
Después de dadas las primeras órdenes, Hidalgo se dirige a la cárcel de Dolores para liberar a todos los presos, mientras que a Allende se le ordena ir a casa del subdelegado Fernández para hacerse con el dinero allí resguardado. Tras convocar a todo el pueblo en el atrio de la parroquia de Dolores, Hidalgo lanza su famoso grito instando a las masas a derrocar al "mal gobierno".
La guerra de Independencia ha comenzado.

## Personajes
Personaje(s) clave: Miguel Hidalgo

Otros personajes: 

Doña Josefa Ortiz de Domínguez 

Ignacio Allende 

Juan Aldama 

Mariano Abasolo 

Francisco Xavier Venegas

## "Referencias"
1. ↑  «Estrenarán ‘Gritos de Muerte y Libertad’». Tribunadelabahia.com.mx. 8 de agosto de 2010. Consultado el 6 de septiembre de 2010.Estrenarán ‘Gritos de Muerte y Libertad’ (enlace roto disponible en Internet Archive; véase el historial, la primera versión y la última).
2. ↑  Fernández Favela, Mariana (24 de agosto de 2010). «"Gritos de muerte y libertad": serie histórica sobre México». suite101.net. Archivado desde el original el 14 de septiembre de 2010. Consultado el 6 de septiembre de 2010.
3. ↑  «Inicio de Gritos de muerte y libertad». Revista Cine Premiere. 30 de agosto de 2010. Archivado desde el original el 4 de septiembre de 2010. Consultado el 6 de septiembre de 2010.
4. ↑  ["Gritos de muerte y libertad" «"Gritos de muerte y libertad"»] |url= incorrecta (ayuda). Corre-gto.com.mx. 3 de septiembre de 2010. Consultado el 6 de septiembre de 2010.

- Datos: Q5824951